# Tour d'Étapes
La tour d'Étapes, est située sur le territoire de la commune du Versoud, dans le département de l'Isère en région Auvergne-Rhône-Alpes.

## Situation et accès

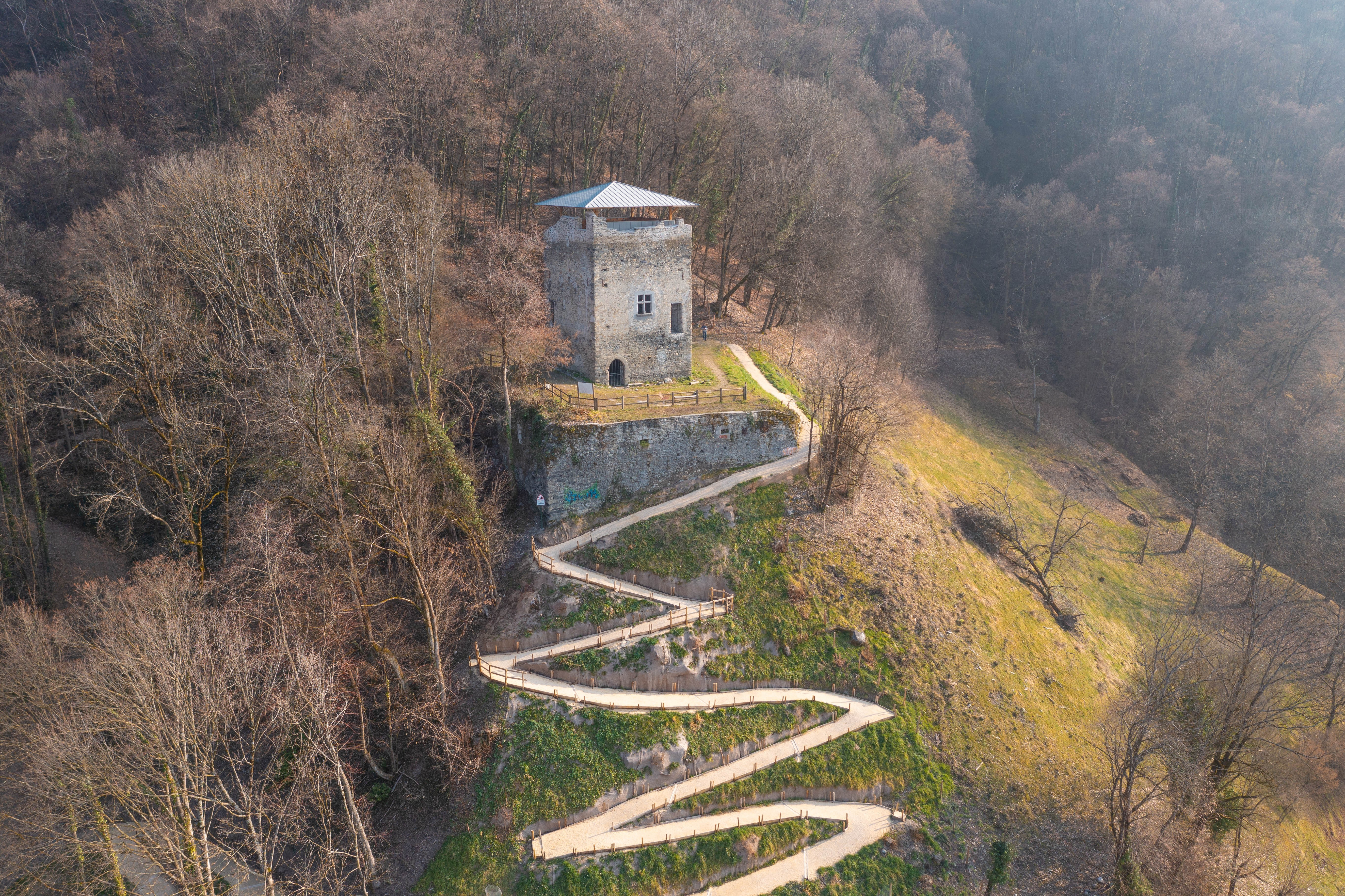
La Tour d'Etapes en 2024.

Les ruines de cette tour médiévale située près d'un hameau de la commune du Versoud se positionne sur les contreforts du massif de Belledonne, face à la vallée du Grésivaudan. Le secteur est accessible à quinze minutes à pied depuis le centre du village.

## Historique
Il s'agit d'une ancienne maison forte. Dès le milieu du XIIIe siècle, elle était la propriété de la famille Commiers qui la tenait en fief des Comtes de Genève. 
En 1290, Rodolphe de Commiers rendit hommage aux Comtes de Genève en ce lieu et fut adoubé chevalier avec les titres de noblesse qui s'y rattachent. Après le « transport  du Dauphiné » au royaume de France, les Commiers durent prêter hommage au Dauphin de France en 1413.
Les derniers seigneurs d'Etapes de cette famille furent Guigues et Michel de Commiers. La dernière fille de Michel, Jeanne dite "la jeune" épousa Ennemond de Galbert de Montbonnot qui devint ainsi le premier seigneur d'Etapes de la famille de Galbert. Claude Rolland fut, à la fin du XVIIIe siècle, le dernier seigneur d'Etapes et le premier maire de la commune du Versoud.
Elle a été récemment restaurée par la commune qui en fit l'acquisition auprès des deux propriétaires précédents et elle est labellisée Patrimoine en Isère en 2019.
À partir des années 2020, la tour est protégée par un toit.

## Description
La tour est en grande partie ruinée. Le visiteurs du site peut découvrir sur les murs intérieurs, l'emplacement des poutres de soutenance des anciens planchers indiquant que la tour disposait autrefois de plusieurs étages.